# 地方政府大樓
地方政府的辦公廳舍，通常依其政府體制而被稱為「市政廳」（英語：City Hall）或「镇政廳」（Town Hall），是市政府或镇政府的駐地，偶爾也是市議會或镇議會的所在地。
在歐洲與北美洲國家，政府大樓的前綴（「市」或「鎮」）一般取決於該地的法律地位和管轄面積大小，與該地的行政分級關係不大。特定條件除外，市政廳通常置於大城市的市區之內，镇政廳則置於城镇的城區當中。

## 亞洲

### 中華民國

#### 大陸時期
廣州市
廣州於1918年創立市政公所，1920年改組為廣州市政廳（1925年始改市政府），市政廳於1921年設於南堤，是現代中國第一個建市的地方，廣州市因而時稱為模範市，創建一系列市政規章時稱為廣州新制，成為各地方市政改革的標杆，為漢語圈近代城市管治體系建立提供參考藍本。府前路的廣州市政府合署則始建於1935年。

#### 臺灣時期
直轄市、縣（市）政府的辦公大樓，皆為該行政區最高行政機關的所在地，通常是集合大部分地方政府所屬機關而成的合署辦公大樓。因現行的行政區劃因素，在地方政府大樓的名稱上不一定僅有「市」，且會因各行政區的命名而有些許差異，如「市政府」、「縣政府」、「市政大樓」或「市政中心」等。

##### 一級行政區
直轄市
- 臺北市政府
- 新北市政府
- 桃園市政府
- 臺中市政府
- 臺南市政府
- 高雄市政府

省（已虛級化）
- 臺灣省政府
- 福建省政府

##### 二級行政區
縣
- 新竹縣政府
- 苗栗縣政府
- 南投縣政府
- 彰化縣政府
- 雲林縣政府
- 嘉義縣政府
- 屏東縣政府
- 宜蘭縣政府
- 花蓮縣政府
- 臺東縣政府
- 澎湖縣政府
- 金門縣政府
- 連江縣政府

市
- 基隆市政府
- 新竹市政府
- 嘉義市政府

### 香港
在香港，集合了政府不同部門的辦事處的大樓，通常稱為「政府合署」（英語：Government Offices）；不過政府部門並非只設於政府合署，某些部門或會租用商業大廈來作辦事處，例如政府統計處。而或譯為「大會堂」。目前位於中環的香港大會堂曾經是市政局的會議場地，現已改為婚姻登記處（大會堂分處）及展城館。除此之外，其他大會堂均只用作表演或會議場地，沒有政府部門功能。現時上述所有大會堂都由康樂及文化事務署管理。
至於香港特別行政區政府的總辦公大樓，稱為「政府總部」（Central Government Offices），位於金鐘的添馬，從2011年8月開始啟用。過往香港政府的總辦公大樓曾一直設於中環政府山的中區政府合署（現已改稱「律政中心」），也是其英文名稱的由來。自從香港政府把政府總部功能遷往新的政府總部後，該座大樓被逐部活化並改建成為了律政司的辦公大樓，同時於2012年獲評為香港一級歷史建築。

### 澳門
澳門在回歸前則有澳門市政廳和海島市政廳的設置。

### 日本
役所、役場、廳。如春日部市役所、野邊地町役場、東京都廳、沖繩縣廳。

### 馬來西亞
目前馬來西亞14個大城市級別的立法与行政機構包括：
- 聯邦市政局
  - 吉隆坡市政局
  - 亞庇市政局（马来语）
  - 古晉北市市政局（马来语）
- 州屬市政廳
  - 莎阿南市政廳
  - 八打靈再也市政廳
  - 檳島市政廳
  - 威省市政厅
  - 怡保市政厅
  - 古晉南市市政廳
  - 新山市政厅
  - 依斯干达公主城市政厅
  - 馬六甲历史城市政廳
  - 亚罗士打市政厅
  - 美里市政廳（马来语）
  - 瓜拉登嘉樓市政廳（马来语）

## 圖片集

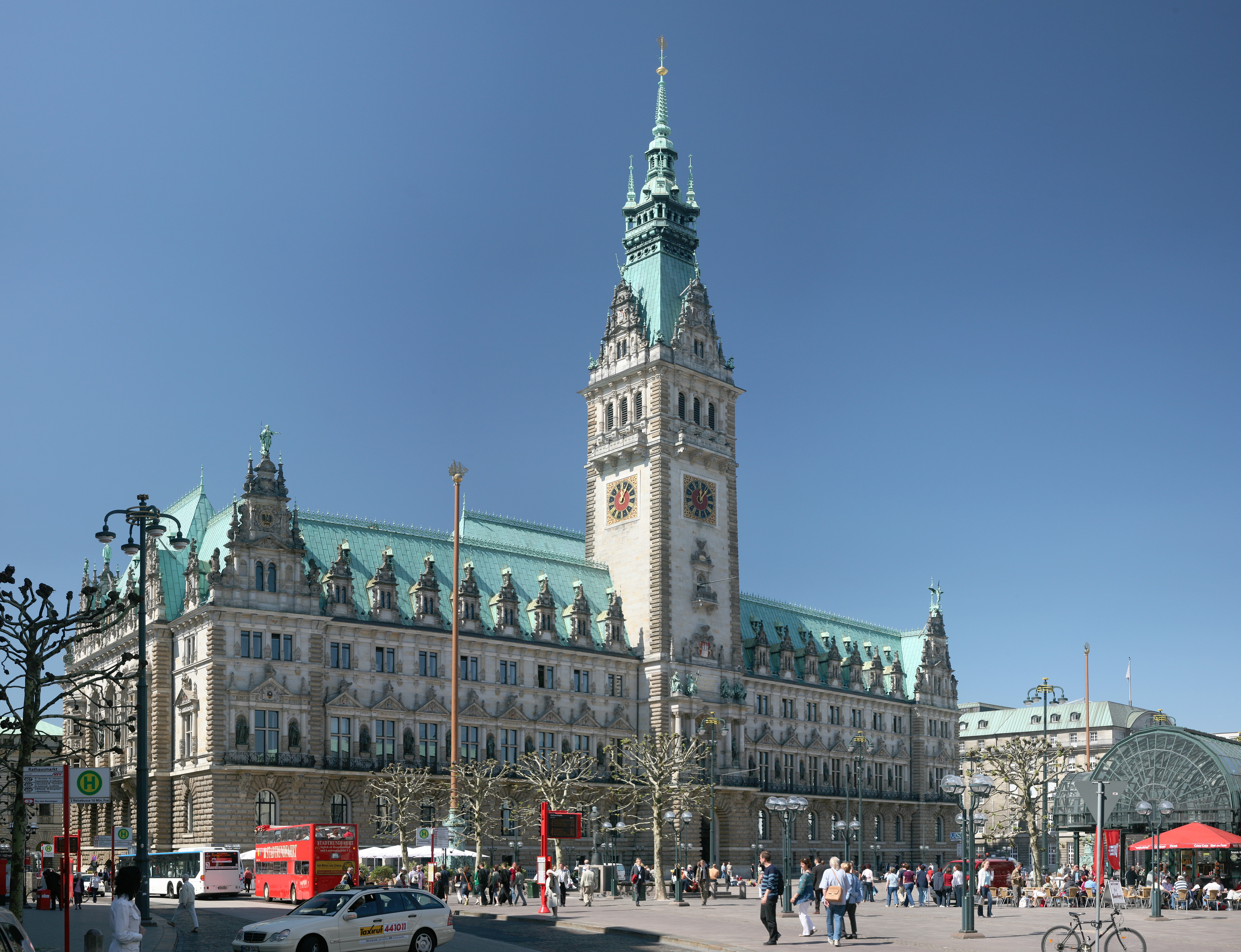
漢堡市政廳
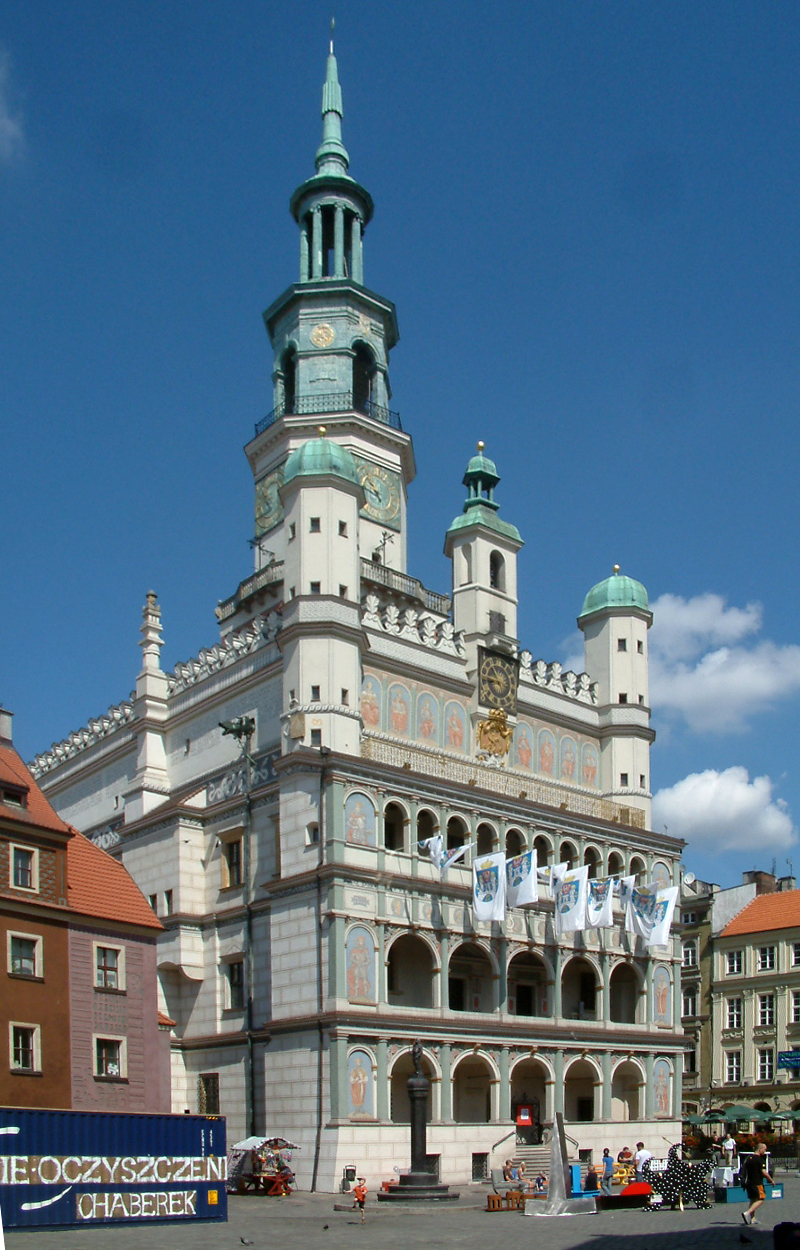
公元1310年建成的波蘭波茲南市政廳
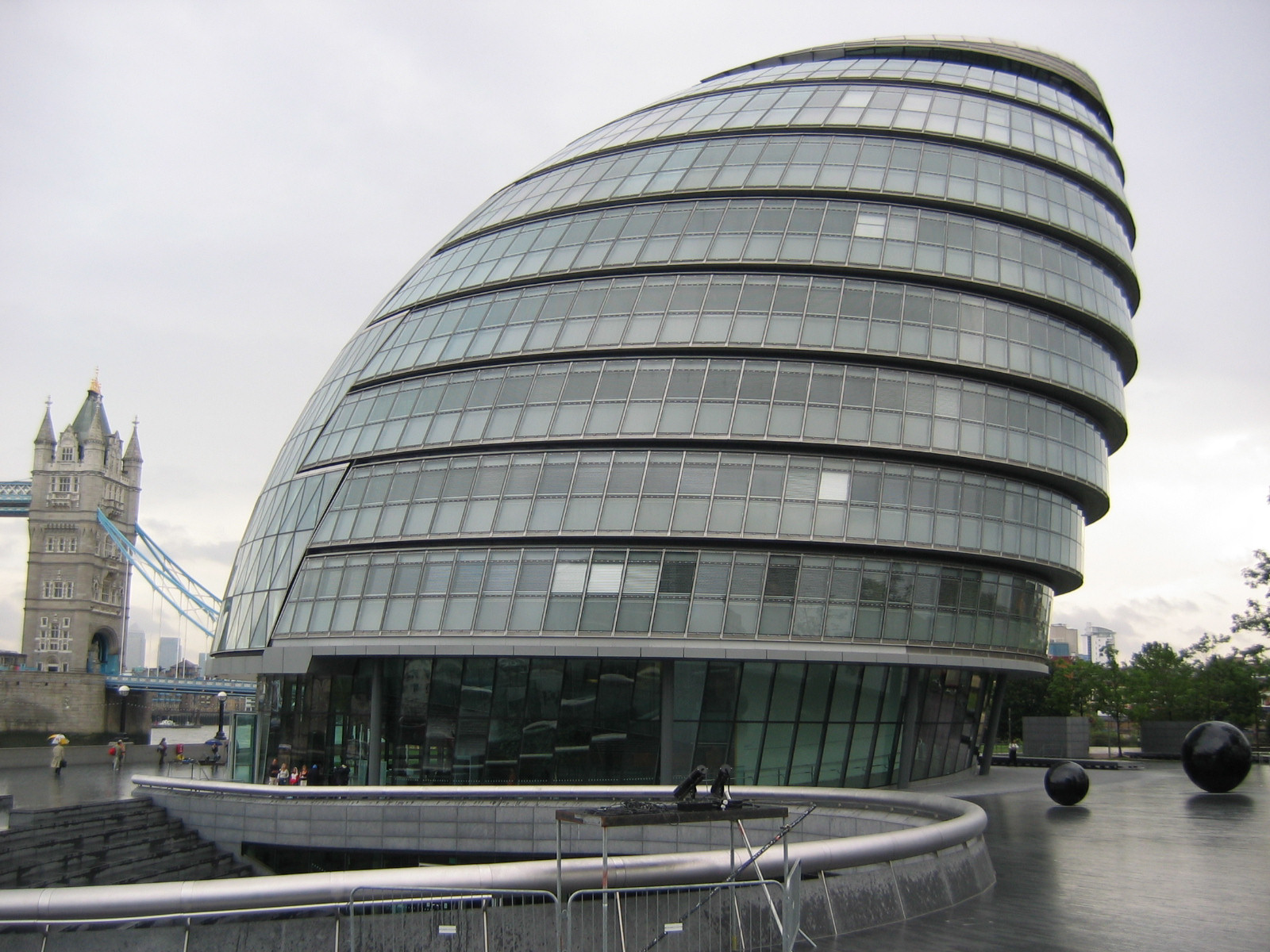
大倫敦市政廳
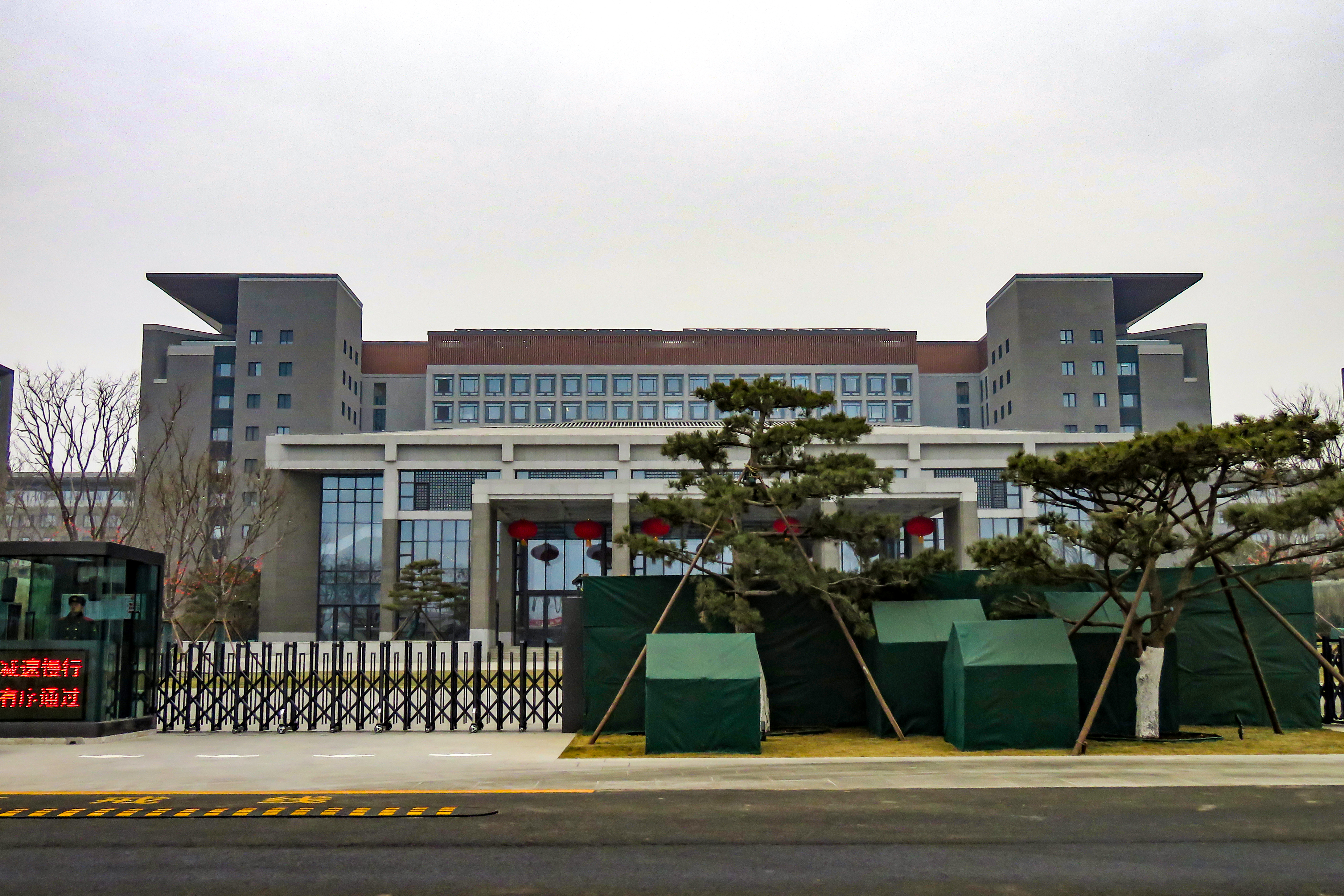
北京市政府新址
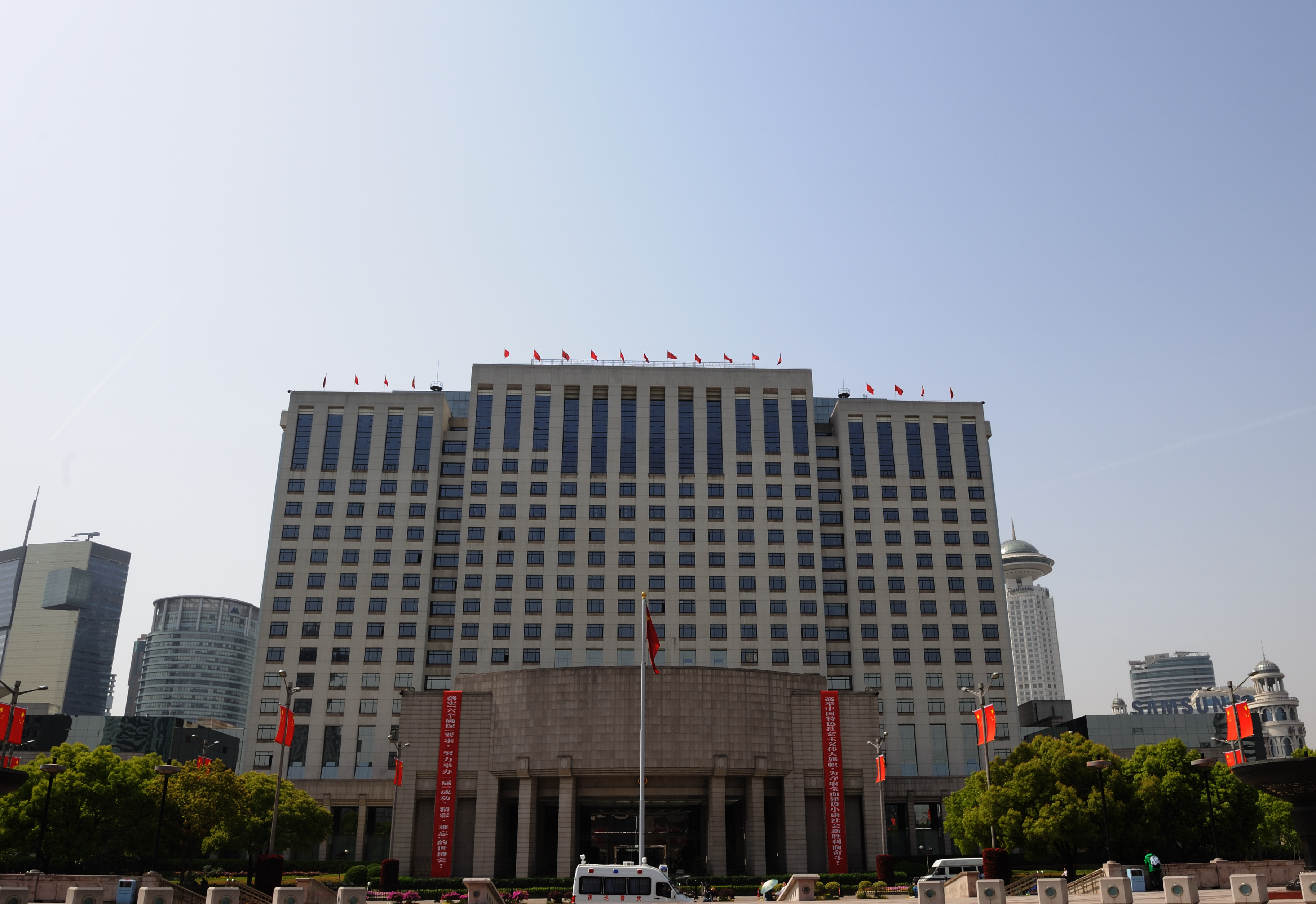
上海市政府大楼
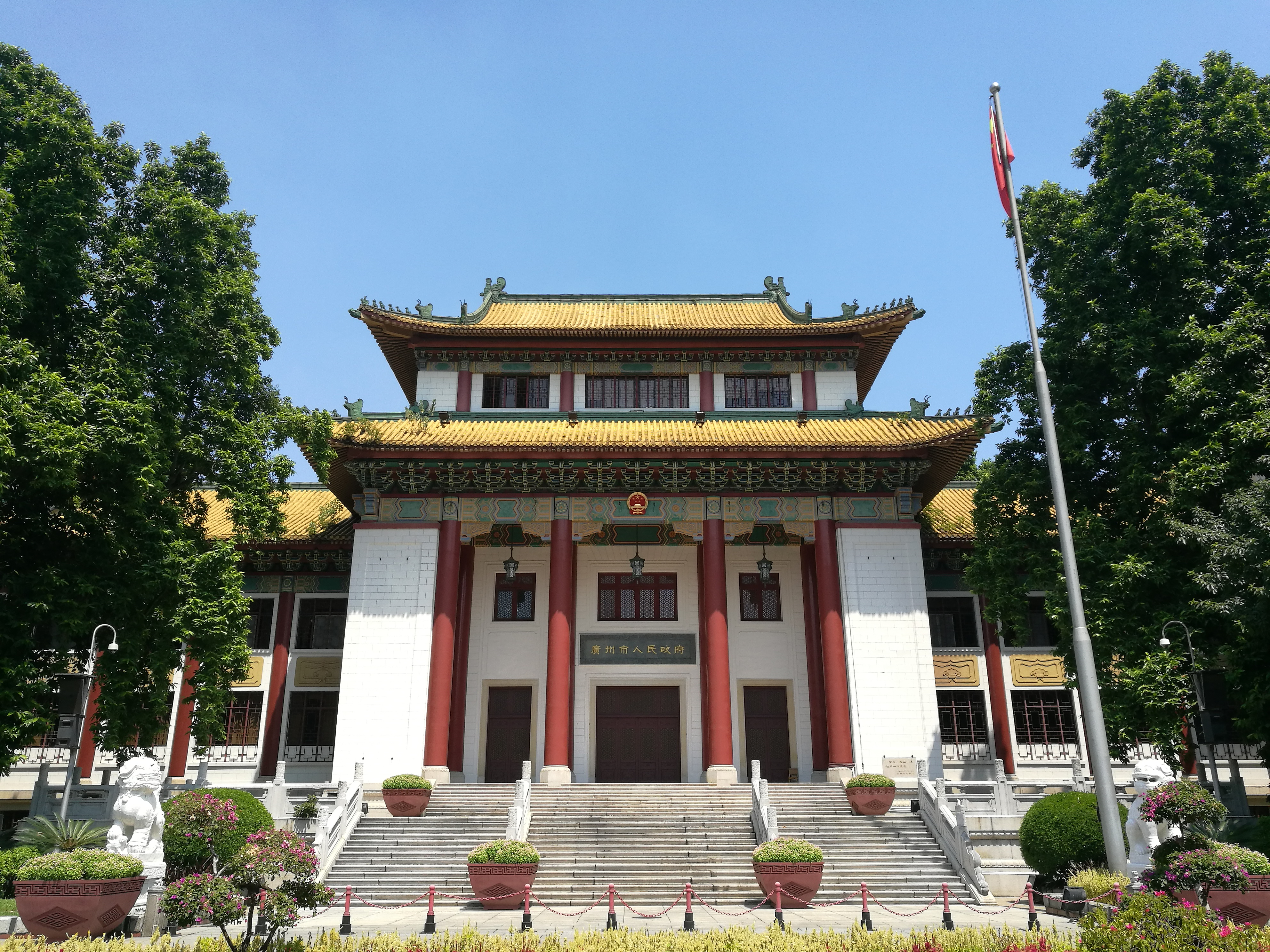
广州市政府大楼
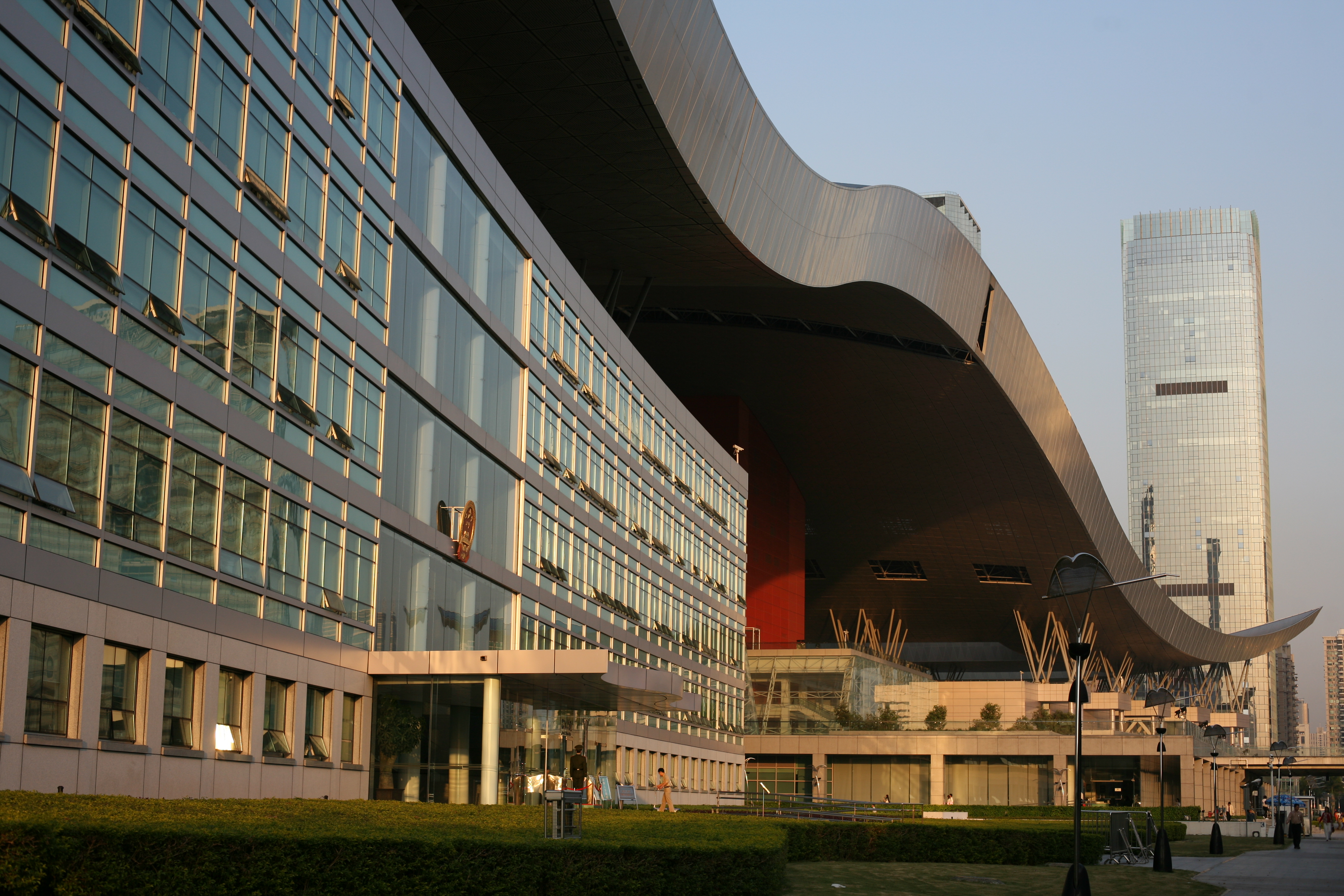
深圳市民中心大楼
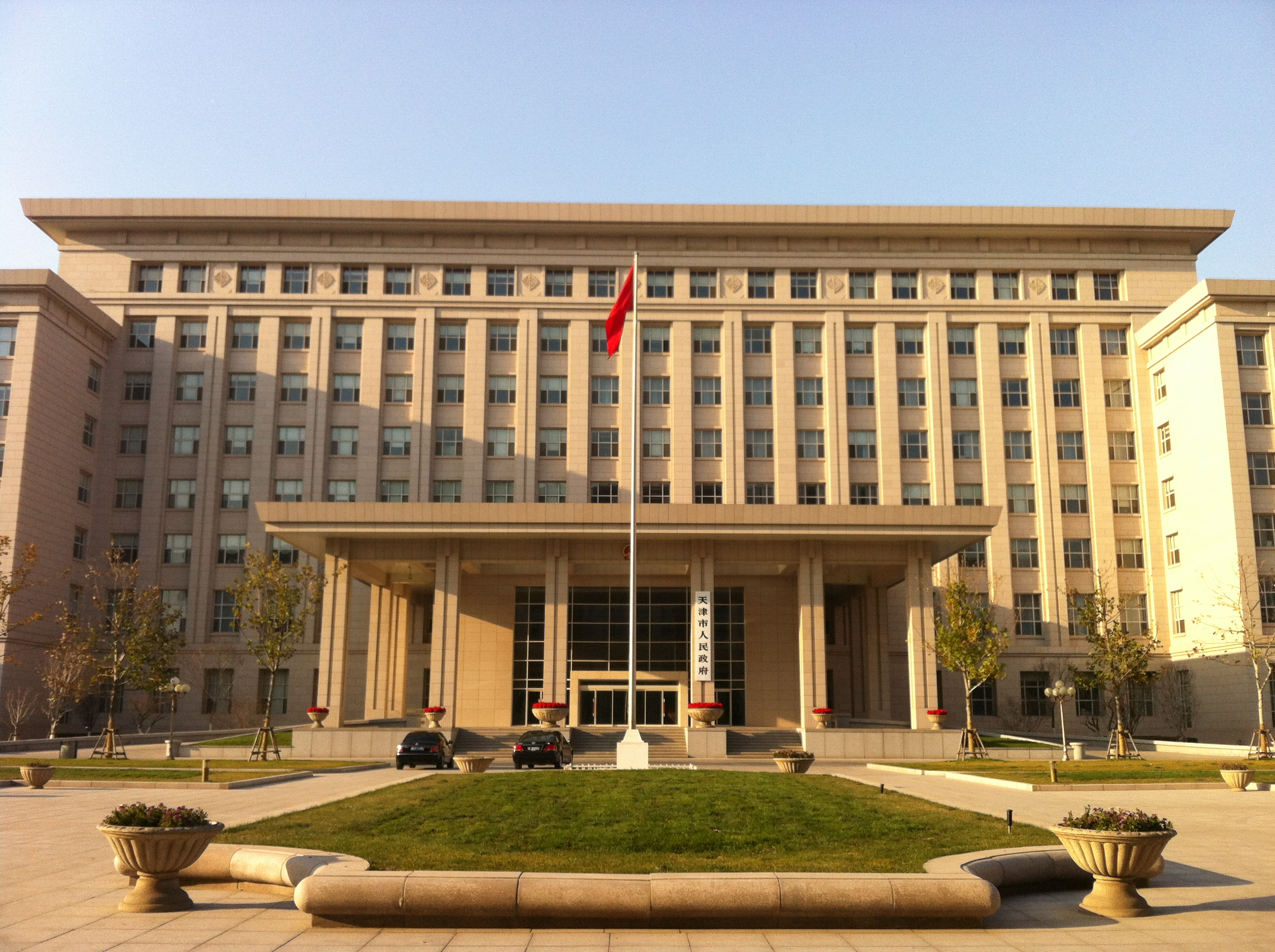
天津市政府大楼
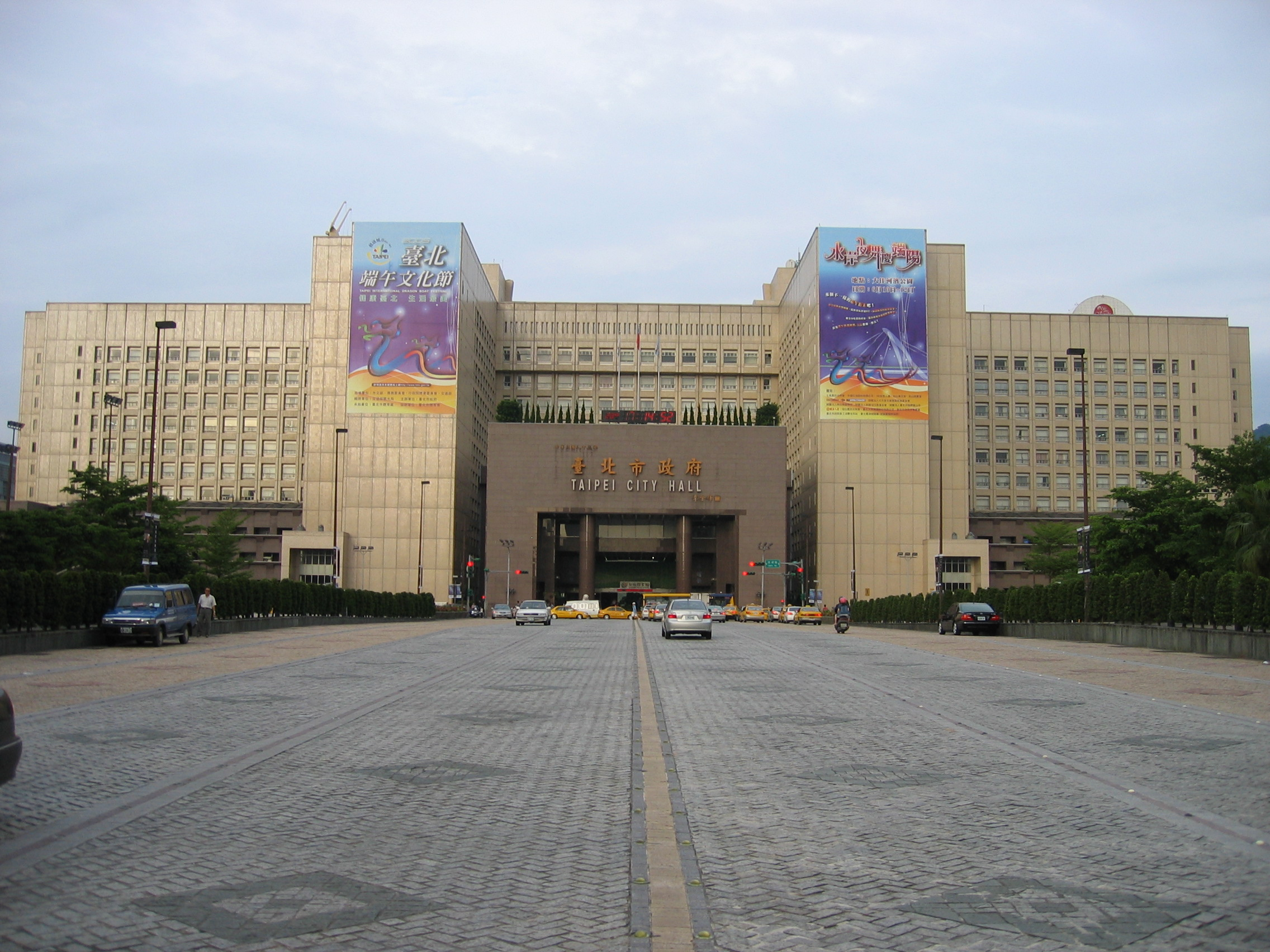
臺北市市政大樓
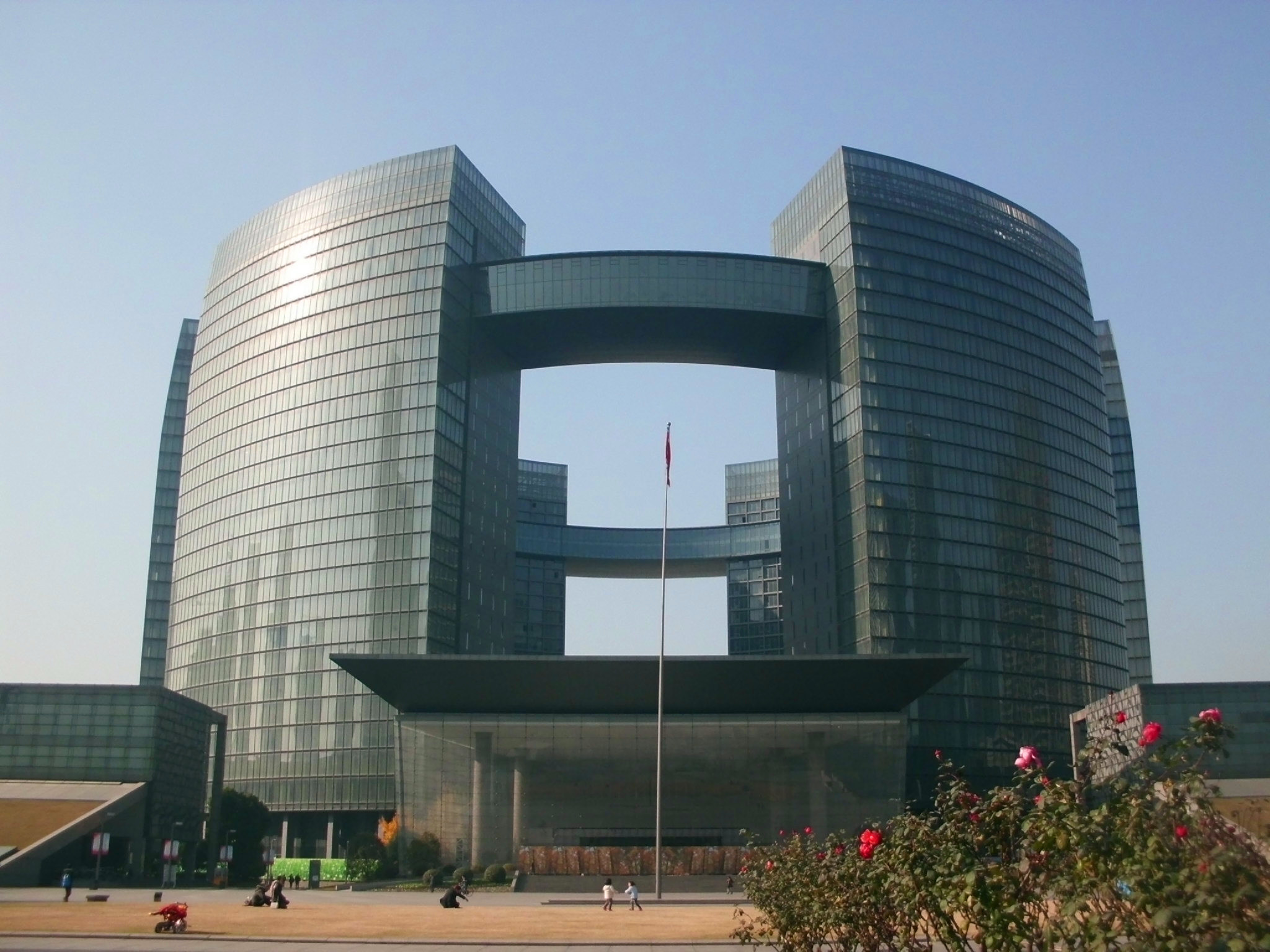
杭州市民中心大楼
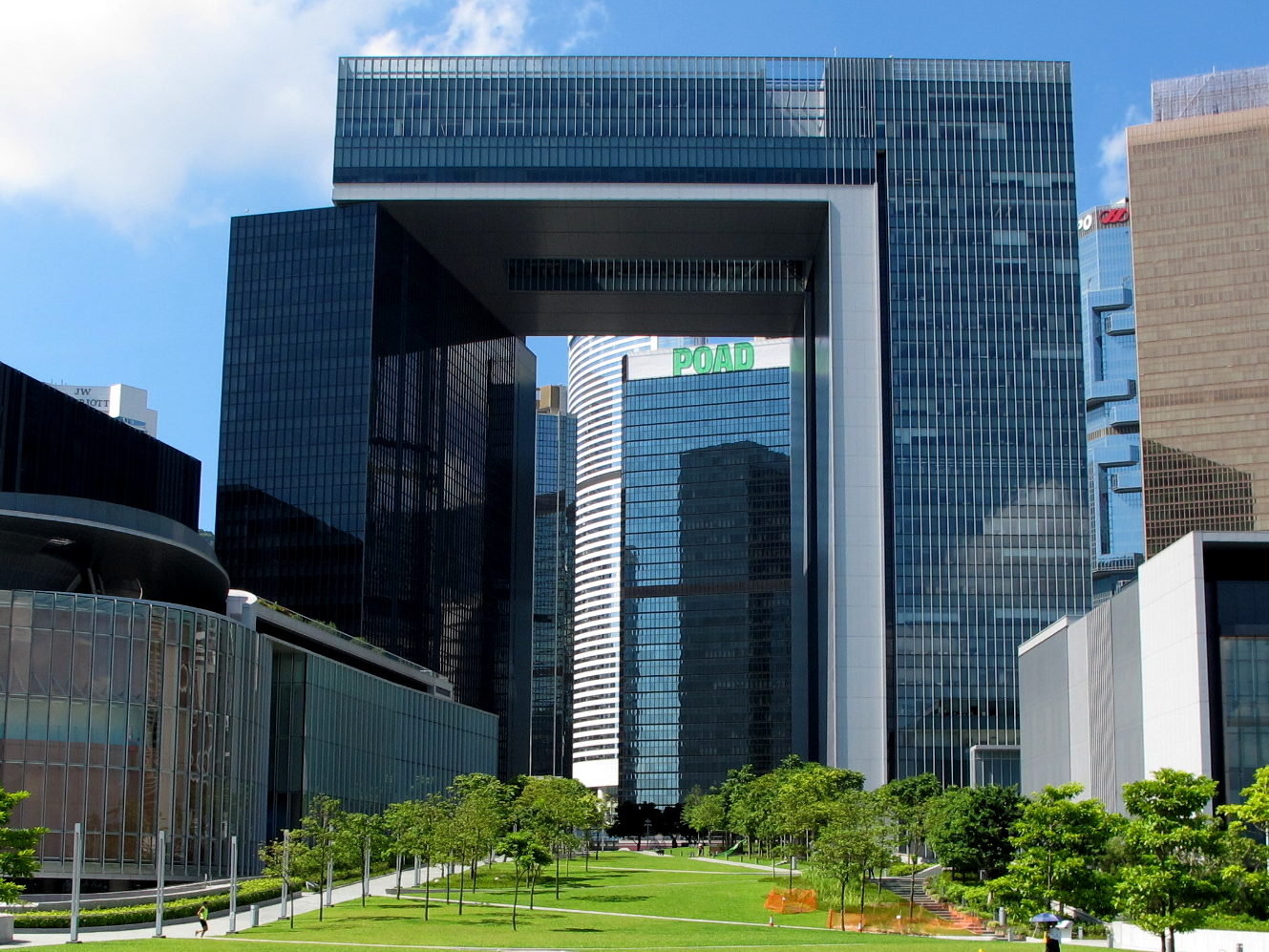
香港政府總部大樓
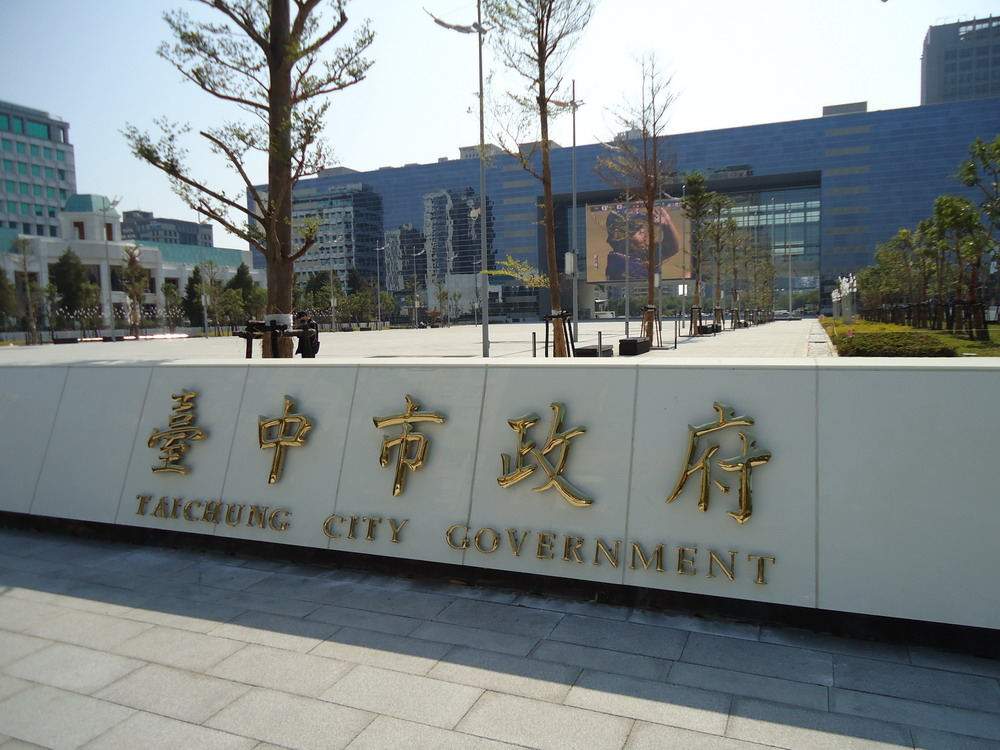
臺灣大道市政大樓
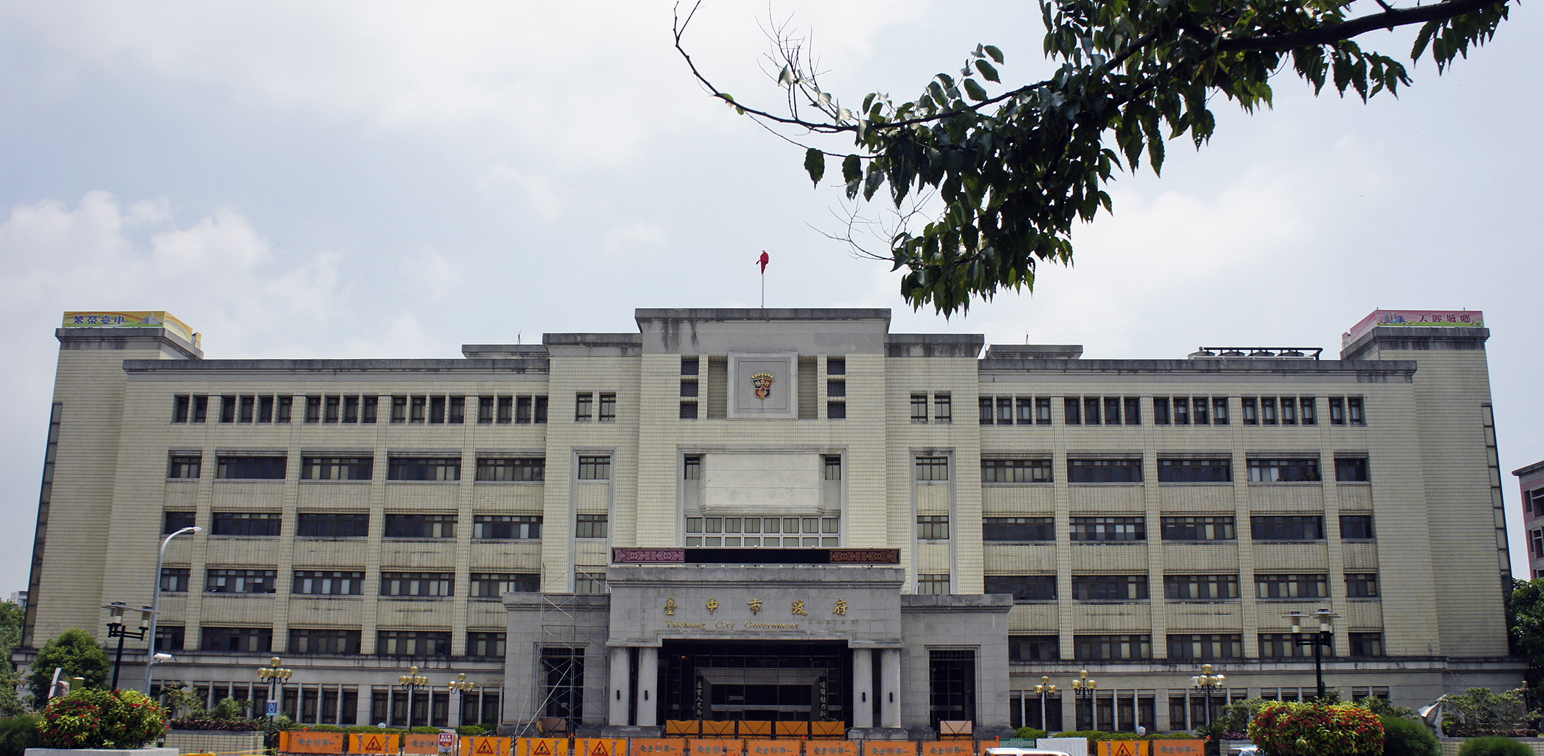
臺中市政府陽明大樓（現第二辦公樓）
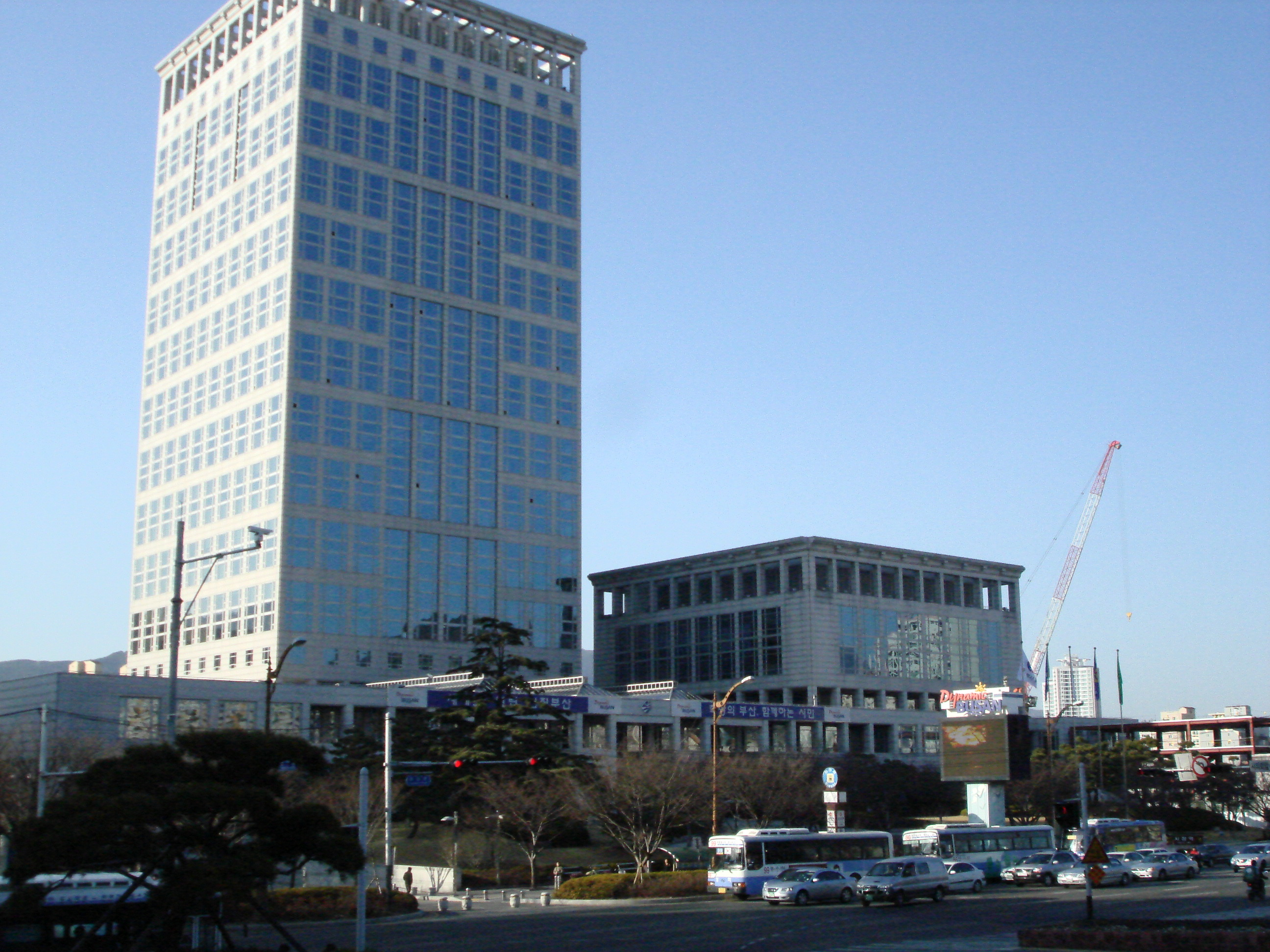
釜山市政府大樓
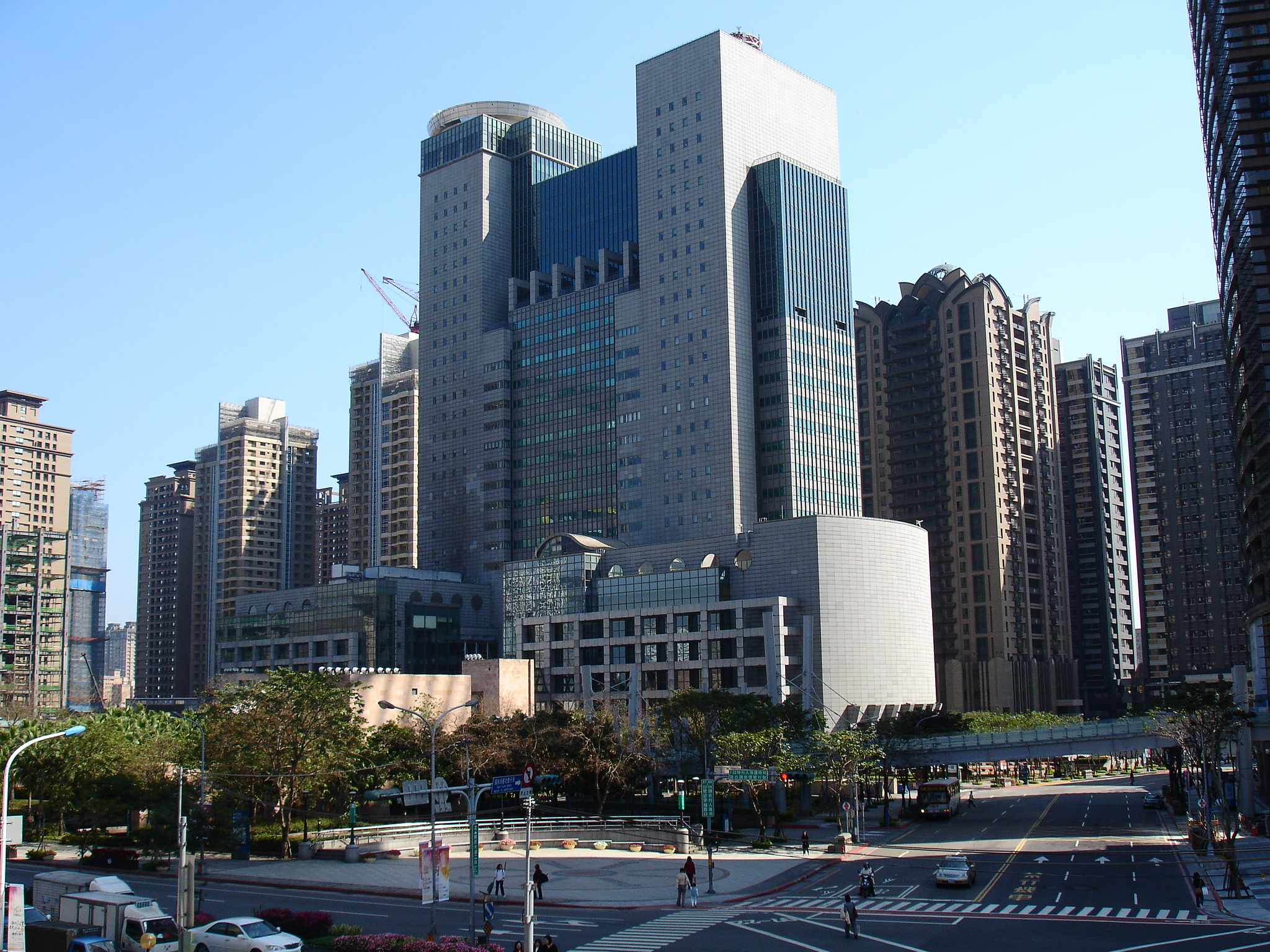
新北市政府大樓
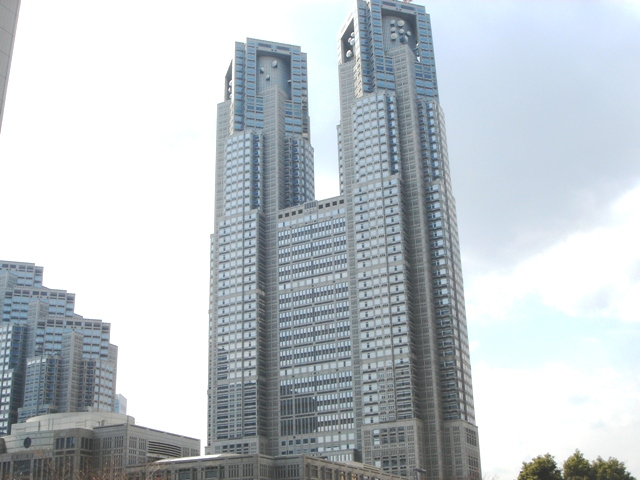
東京都廳舍
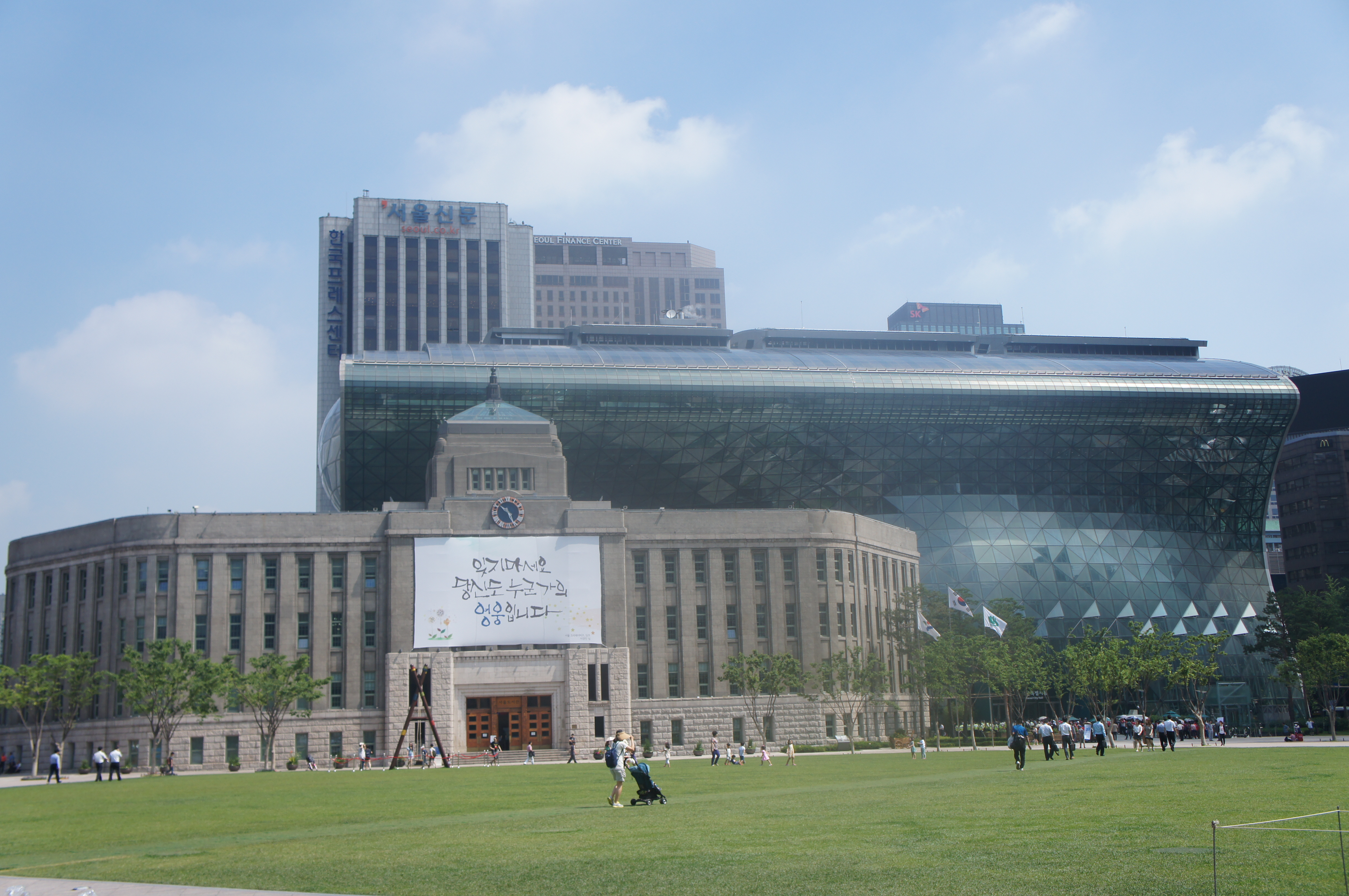
首爾市政廳
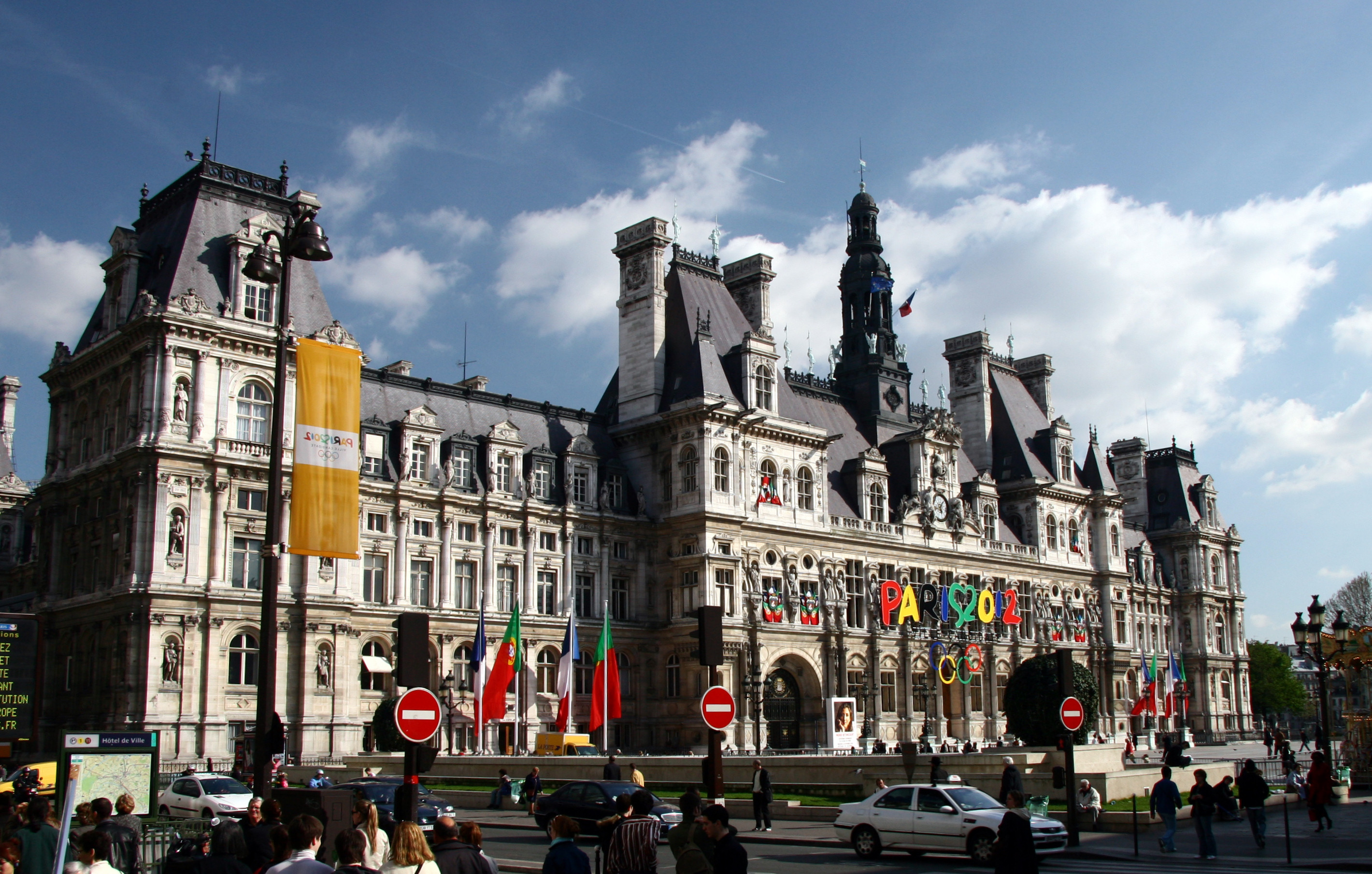
巴黎市政厅
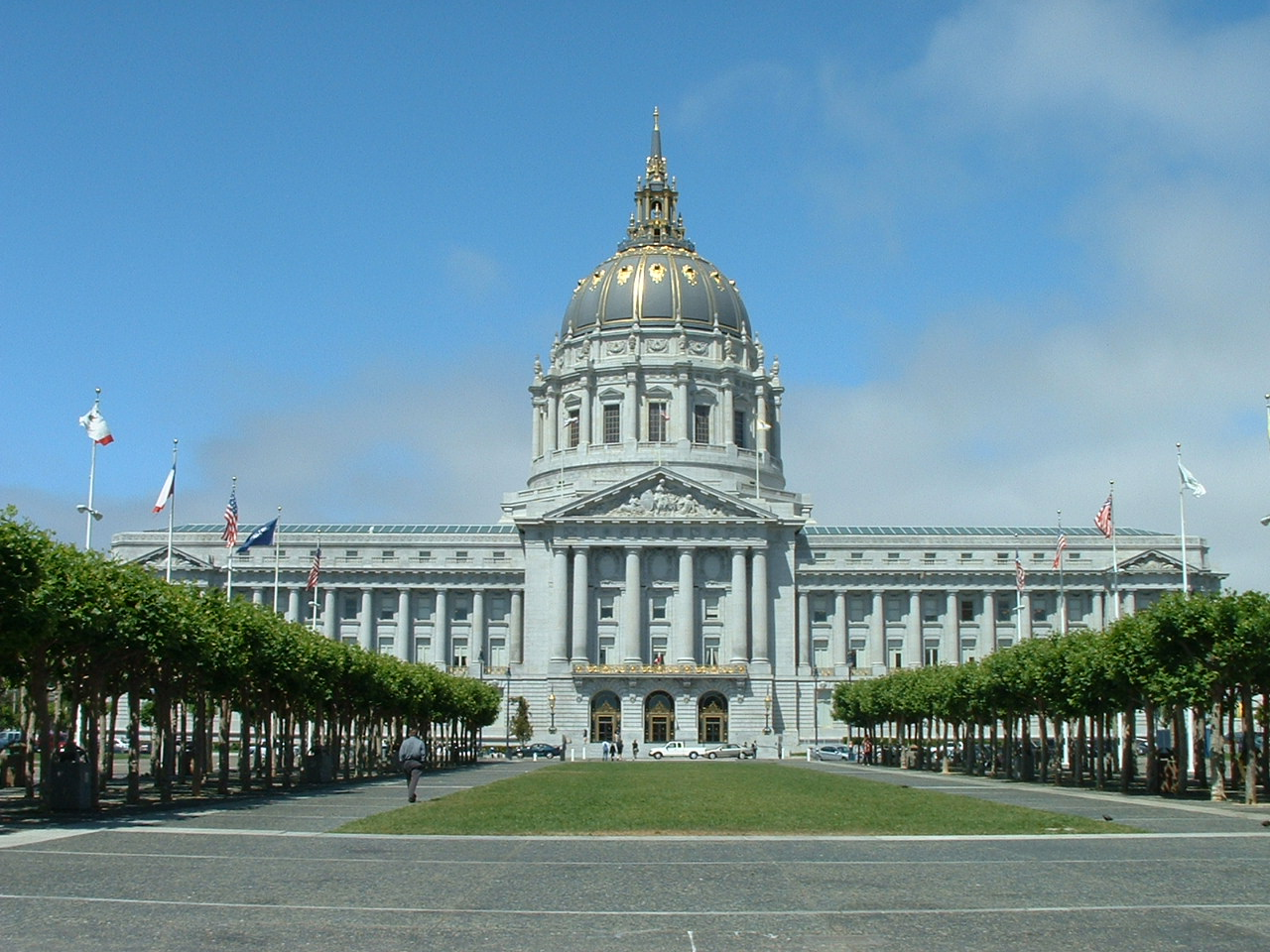
旧金山市政厅
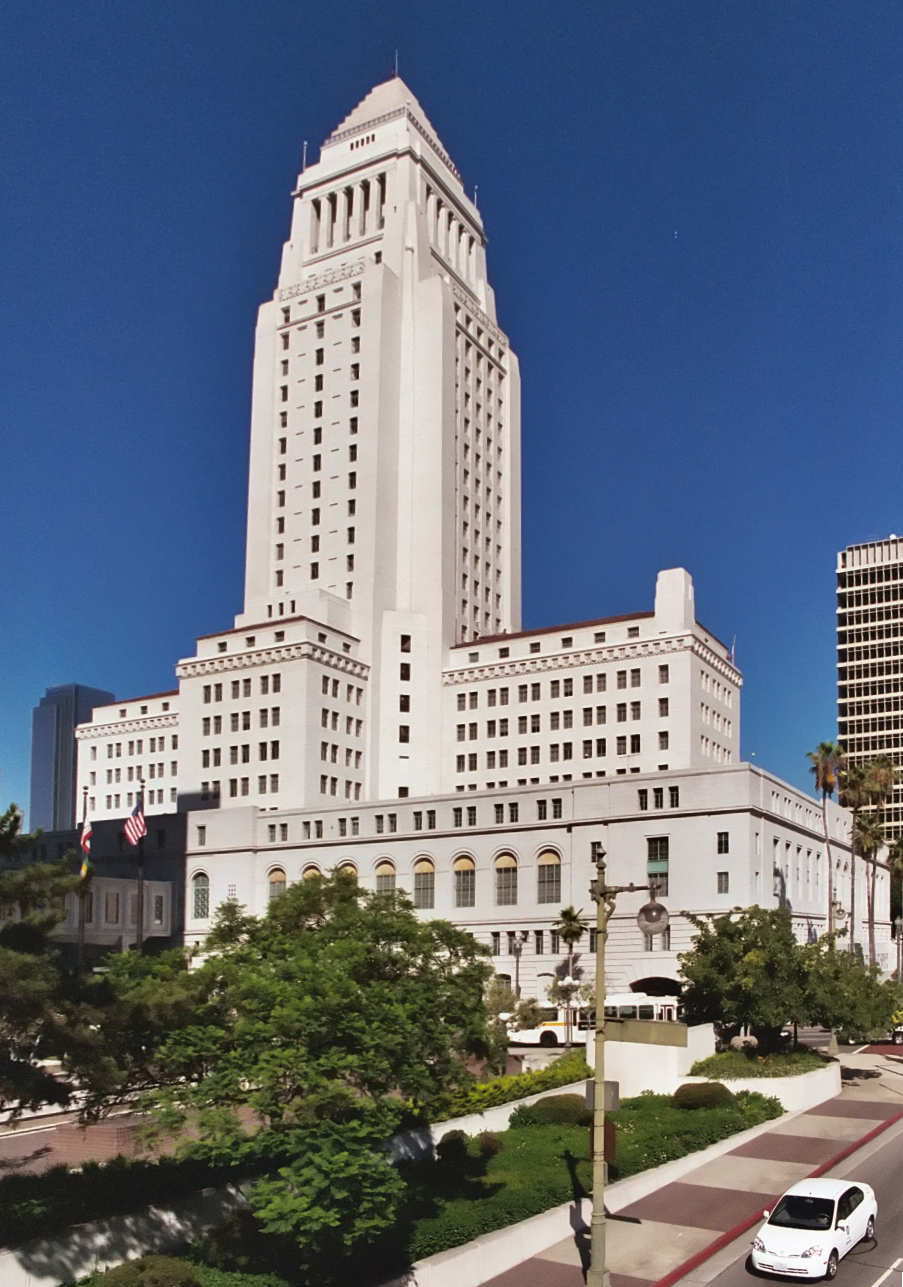
洛杉矶市政厅
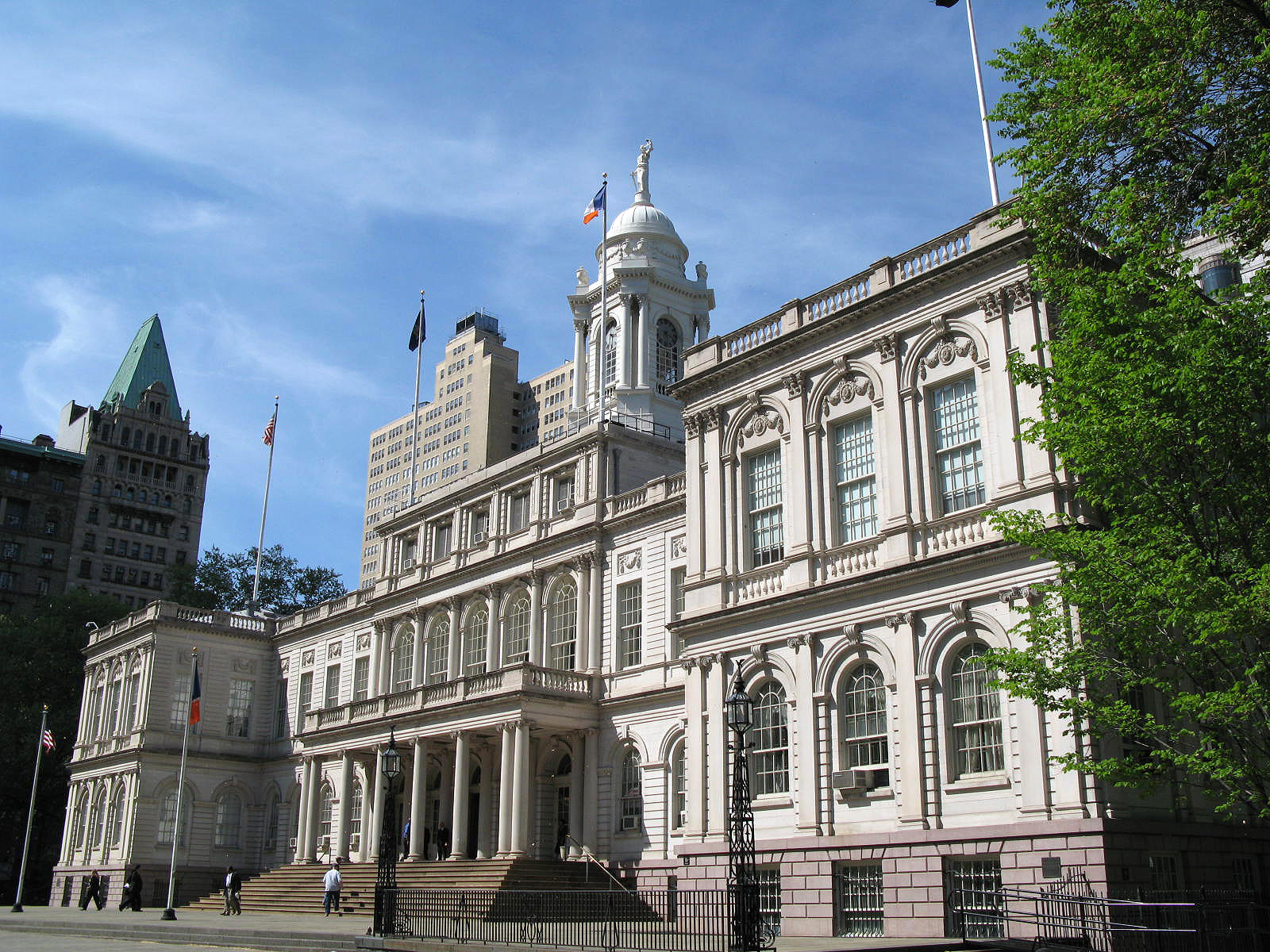
纽约市政厅

## 另見
- 社區中心
- 市政局